# VL Pyörremyrsky
VL Pyörremyrsky (Cuồng phong) là một loại máy bay tiêm kích của Phần Lan, do DI Torsti Verkkola thiết kế, chế tạo tại nhà máy State Aircraft Factory (Valtion lentokonetehdas) cho Không quân Phần Lan trong Chiến tranh thế giới II.

## Tính năng kỹ chiến thuật (VL Pyörremyrsky)
Đặc điểm tổng quát
- Kíp lái: 1
- Chiều dài: 9,13 m (29 ft 11 in)
- Sải cánh: 10,38 m (34 ft 1 in)
- Chiều cao: 3,89 m (12 ft 9 in)
- Diện tích cánh: 19 m² (204,5 ft²)
- Trọng lượng cất cánh tối đa: 3.310 kg (7.300 lb)
- Động cơ: 1 × Daimler-Benz DB 605A-1, 1.100 kW (1.475 hp)

 Hiệu suất bay 
- Vận tốc cực đại: 620 km/h (385 mi/h)
- Trần bay: 11.250 m (36.900 ft)
- Vận tốc lên cao: 18,5 m/s (3.640 ft/phút)

Trang bị vũ khí

- Súng: 2× súng máy LKK/42 12,7 mm